# Ormosia boluoensis
Ormosia boluoensis là một loài thực vật có hoa trong họ Đậu. Loài này được Y.Q. Wang & P.Y. Chen miêu tả khoa học đầu tiên năm 1995.